# یوری ساپگا
یوری ساپگا (بلاروسی: Юрый Мікалаевіч Сапега؛ ۱ ژانویهٔ ۱۹۶۵ – ۲۹ سپتامبر ۲۰۰۵) بازیکن والیبال، و مربی (ورزش) اهل اتحاد جماهیر شوروی سوسیالیستی بود.
از باشگاه‌هایی که در آن بازی کرده‌است می‌توان به باشگاه والیبال زسکا مسکو اشاره کرد.